# فرودگاه کیمورر
فرودگاه کیمورر (به انگلیسی: Kimwarer Airport) یک فرودگاه همگانی، غیرنظامی با کد یاتا KRV است که یک باند فرود سنگفرش دارد و طول باند آن ۹۸۰ متر است. این فرودگاه در شهر کیمورر، کنیا کشور کنیا قرار دارد و در ارتفاع ۱۴۳۳ متری از سطح دریا واقع شده است.